# Ван Цунер
Ван Цунер (народилась близько 1777 року, померла 1798 року) — очолила повстання Білого Лотоса проти маньчжурської династії Цин.
Вона походила з селянської родини, яка жила в Сян'яні. В юності вона приєдналася до мандрівної акробатичної групи, де вивчала бойові мистецтва та фехтування. Згодом вийшла заміж за Ці Ліня (齊林), чиновника у Сян'яні та члена таємного Товариства білого лотоса. У той час асоціація готувала план антиурядового повстання, який був розкритий владою і призвів до страти 112 змовників у 1796 році, включаючи Ці Ліня. Після страти чоловіка Ван Цунер сама організувала армію та очолила повстання, яке швидко поширилося на прикордонні провінції Сичуань, Хубей, Хунань і Шеньсі. Повстанці, які вели партизанську війну, завдали цінській армії великих втрат, але зазнали серйозної поразки під Хуайшугоу у 1798 році. Ван Цунер з кількома вцілілими відступила у гірську місцевість поблизу Юньсі, Хубей. Там їх оточили імперські війська на вершині одного з пагорбів. Не бажаючи здаватися ворогові, Ван покінчила життя самогубством, кинувшись у прірву.